# Foxhol
Foxhol est un village situé dans la commune néerlandaise de Midden-Groningue, dans la province de Groningue. Le 1er janvier 2007, le village comptait 1 051 habitants.